# Hesperosuchus
Hesperosuchus – rodzaj krokodylomorfa z grupy Sphenosuchia żyjącego w późnym triasie na obecnych terenach Ameryki Północnej. Został opisany w 1952 roku przez Edwina Harrisa Colberta w oparciu o skamieniałości odkryte w osadach formacji Chinle datowanych na późny karnik. Hesperosuchus był lekko zbudowany, miał wydrążone kości. Osiągał długość około 120–150 cm. Kończyny tylne były silne i dobrze wykształcone, a przednie w porównaniu z nimi znacząco zredukowane, jednak ze stosunkowo dużym, przystosowanym do chwytania nadgarstkiem. Poruszał się dwunożnie, a długi ogon pomagał w utrzymywaniu równowagi. Czaszka mierzyła około 20 cm długości, miała stosunkowo długi, wąski pysk. Grzbiet pokrywały osteodermy, nieobecne na brzuchu zwierzęcia. Hesperosuchus był prawdopodobnie aktywnym drapieżnikiem chwytającym niewielkie płazy i gady dzięki swojej szybkości, pozwalającej mu także uciekać przed większymi drapieżnikami. Stanowił on niekiedy pożywienie teropodów z rodzaju Coelophysis – kości Hesperosuchus odnalezione pomiędzy żebrami celofyzów były mylnie interpretowane jako należące do młodych teropodów i uznawane za dowód na kanibalizm celofyzów.
Colbert początkowo zaklasyfikował rodzaj Hesperosuchus do rodziny Ornithosuchidae. W 1970 roku Alick Walker jako pierwszy zasugerował, że Hesperosuchus jest spokrewniony bliżej ze Spenosuchus niż z ornitozuchem. Hipoteza ta jest obecnie powszechnie akceptowana. Według analizy filogenetycznej przeprowadzonej w 2000 roku przez Clarka i współpracowników jego najbliższymi krewnymi są Dibothrosuchus i Sphenosuchus lub Saltoposuchus.